# Haruka na machi e

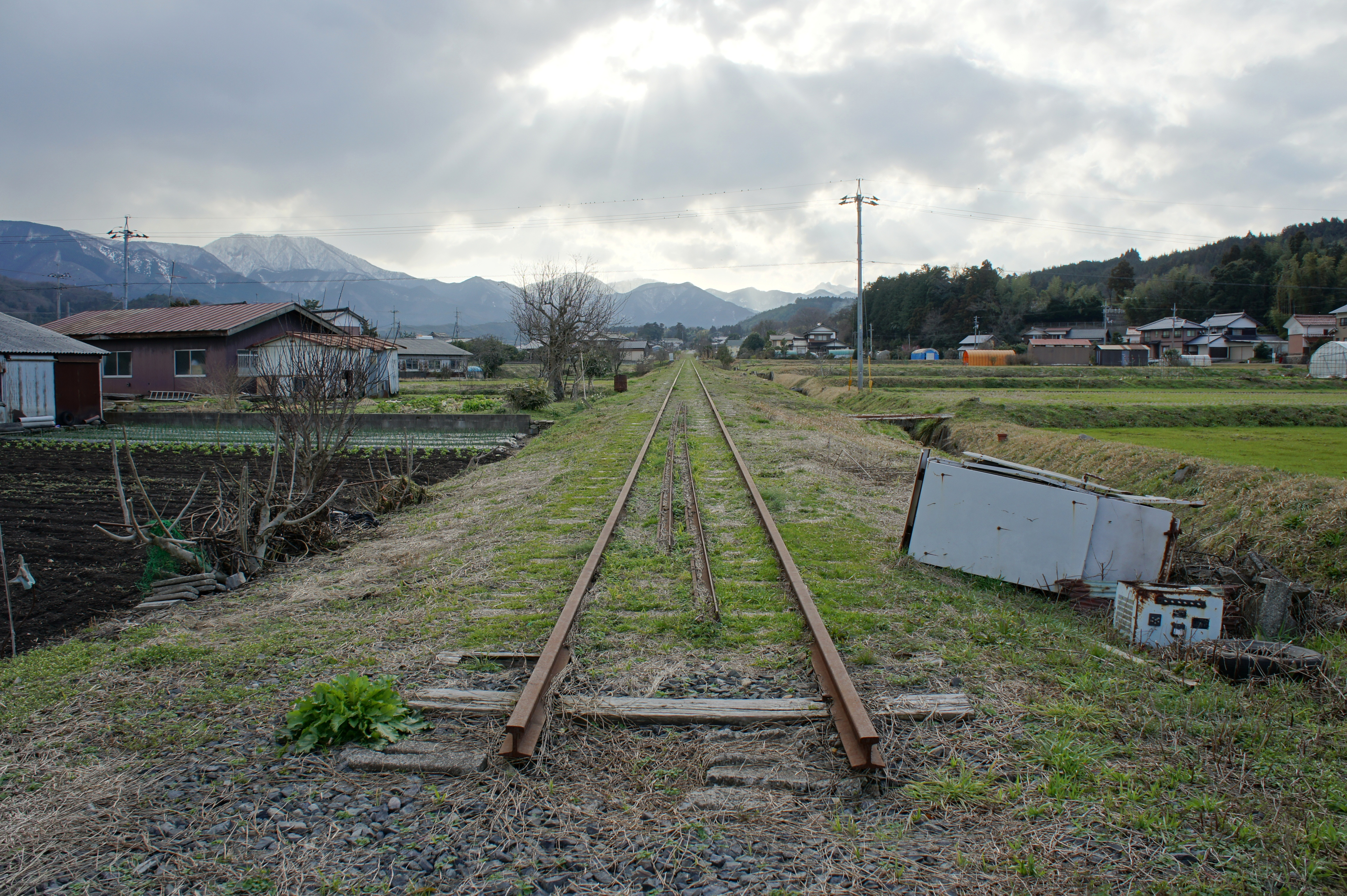
Kurayoshi, Hiroshis barndomsstad där han tar fel tåg efter en tröttande arbetsdag.

Haruka na machi e (遥かな町へ?  'I den fjärran staden'/'Till staden från längesedan') (på engelska benämnd A Distant Neighborhood) är en mangaserie skriven och tecknad av Jirō Taniguchi. Den trycktes i förlaget Shogakukans serietidning Big Comic under 1998 och 1999 och samlades i två stycken tankōbon. Historien om tjänstemannen Hiroshi Nakahara och hans resa till sin barndom har rönt internationell uppmärksamhet. I Frankrike har den belönats med pris för bästa seriemanus på seriefestivalen i Angoulême och även blivit föremål för filmatisering samt en teateruppsättning.
| Vänster: Tåget för berättelsens huvudperson till järnvägsstationen i Kurayoshi, fel stad men ändå rätt. Höger: Gatumiljöer från Kurayoshi, där serien utspelar sig år 1997 och år 1963. |  | Vänster: Tåget för berättelsens huvudperson till järnvägsstationen i Kurayoshi, fel stad men ändå rätt. Höger: Gatumiljöer från Kurayoshi, där serien utspelar sig år 1997 och år 1963. |
| Vänster: Tåget för berättelsens huvudperson till järnvägsstationen i Kurayoshi, fel stad men ändå rätt. Höger: Gatumiljöer från Kurayoshi, där serien utspelar sig år 1997 och år 1963. |  | |

## Handling och rollfigurer

### Synopsis
Den 48-årige japanske tjänstemannen (sarariiman) Hiroshi Nahakara dricker lite för mycket efter en slitsam arbetsdag och tar fel på tåg inför resan hem. Det slutar med att han hamnar i den lilla staden (Kurayoshi i Tottori prefektur där Taniguchi själv vuxit upp) där han växte upp. I väntan på tåget hem, vandrar han omkring och hamnar till slut på stadens kyrkogård vid sin mors grav. Denna ödets slump leder till ett tidshopp där Hiroshi tappar medvetandet och vaknar upp på samma plats, fast över fyra decennier tidigare. Han blir till sitt 14-åriga jag och får återse sin mor och sin far, tio månader innan denne på ett mystiskt vis försvinner ur Hiroshis liv. Och i skolan möter han den där flickan som han var kär i, år 1963.

### Seriefigurer
Nutid (1997/1998)
- Hiroshi Nakahara: 48-årig sarariiman
- Hiroshis fru
- Ayako: Deras dotter

1963
- Hiroshi Nakahara: 14 år
- Hiroshis far
- Hiroshis mor
- Kyōko Nahakara: Hiroshis lillasyster
- Shimada Daisuke: Hiroshis bästa vän i klassen
- Masao: Klasskamrat
- Tomoko: Hiroshis (hemliga) förälskelse

## Teman och inspiration
Denna serie av Taniguchi är en av flera där huvudfigurens familjerelationer är huvudtemat. I Chichi no koyomi (franska: Le Journal de mon père; 'Pappas dagbok') dör huvudpersonens far, och i Haruka na machi e är den saknade modern i centrum. Hiroshi Nakahara har liksom Taniguchi själv rötterna i Tottori-regionen. 1963, det barndomsår som Hiroshi hamnar i, var Taniguchi 16 år gammal. Däremot lever Taniguchis egen far än, och han anser att det inte skulle fungera att teckna rena självbiografier.
| ”                      | Mina historier är fiktiva berättelser där jag här och var lägger in mina egna livserfarenheter. Men jag måste behålla en viss distans till min berättelse, för att kunna ha kvar min skaparfrihet | „ |
| – Jirō Taniguchi, 2012 | |   |

## Översättningar och bearbetningar

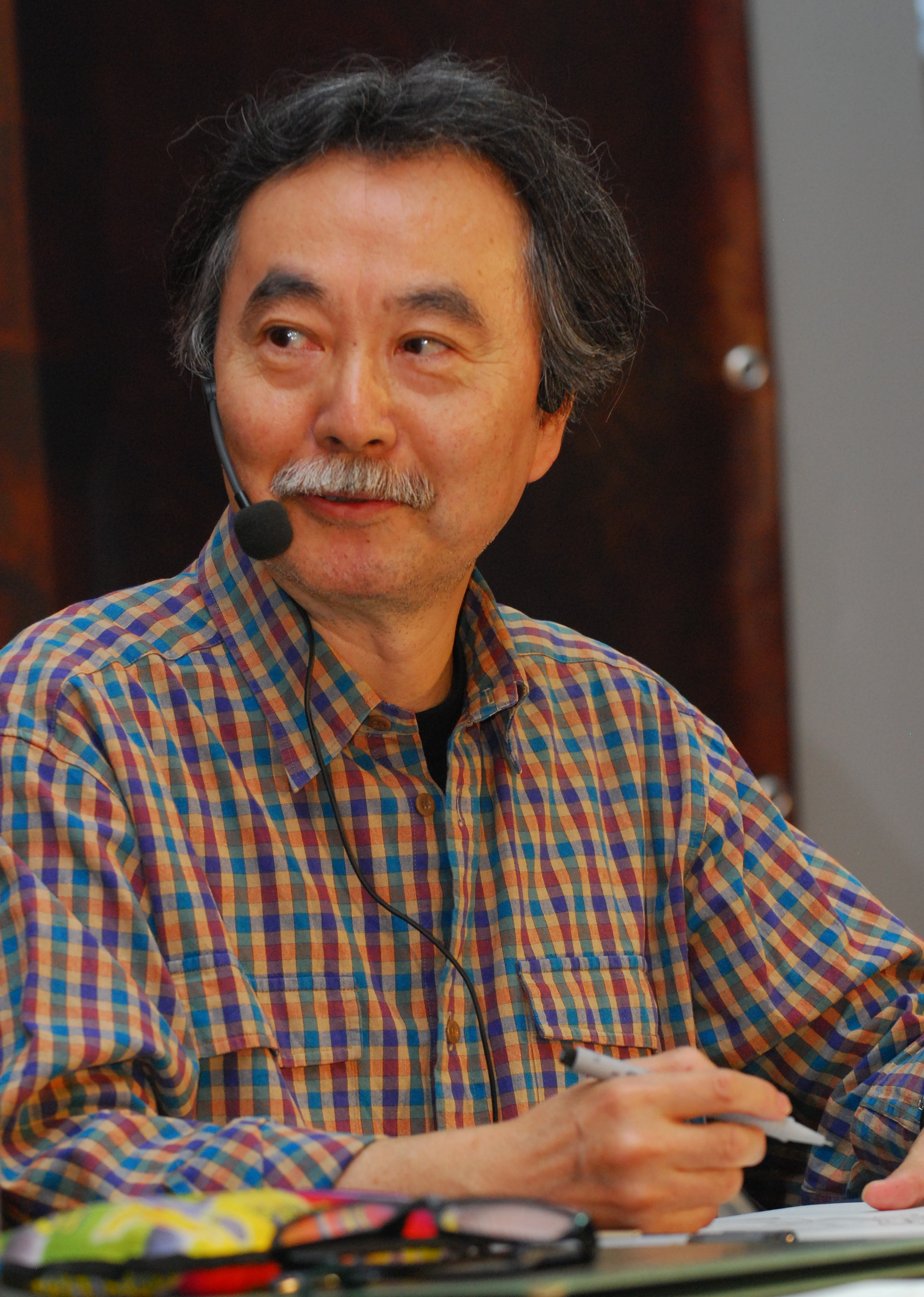
Jirō Taniguchi vid Lucca Comics & Games 2011. Han är själv uppvuxen i prefekturhuvudstaden Tottori, tre mil öster om seriens Kurayoshi.

I Japan samlades serien i två tankōbon-volymer, tryckta 1998 och 1999. 2002 till 2003 publicerades den av fransk-belgiska Casterman på franska (som Quartier lointain), i en översättning av Frédéric Boilet. Samtidigt gjordes serien om, i samarbete med serieskaparen själv, till västerländsk bild- och sidföljd från vänster till höger. En samlad enbandsutgåva gavs ut 2006, och i samband med filmatiseringen kom 2010 en specialutgåva. Casterman publicerade då också ett anteckningsbok med en del vinjetteckningar från mangan och filmen.
Serien har blivit en stor framgång i Frankrike, med en samlad försäljning på över 250 000 exemplar. Dessutom har den framgångar genom överföringar till både filmduken och teaterscenen. Haruka na machi e blev 2010 föremål för en europeisk filmatisering, i regi av tyskfödde filmskaparen Sam Gabarski. Handlingen i filmversionen utspelar sig i den franska småstaden Nantua, och huvudrollsfiguren heter här Thomas. Jirō Taniguchi dyker förbi i filmen i en cameoroll.
2011 sattes Quartier lointain upp som fransk teaterpjäs, på Théâtre contemporain och i regi av Dorian Rossel. I januari 2013 spelades uppsättningen på Théâtre d'Angoulême, med anledning av med den 40:e seriefestivalen i Angoulême.
Serien har även givits ur i bokform på spanska (Barrio lejano, Ed. Ponent Mon 2003, två band), kinesiska (2004, på Taiwan, i två band), katalanska (Barri llunyà, Ed. Ponent Mon 2007, ett band), tyska (Vertraute Fremde, Carlsen Verlag 2008) och engelska (A Distant Neighborhood, Ed. Ponent Mon 2009, två band).

### Utgivningshistorik
- 1998, 1999 – 遥かな町へ (Haruka na machi e; två album, 198+204 sidor), Shogakukan (japanska)
  - 2002, 2003 – Quartier lointain (två album), Casterman, ISBN 2-203-37234-6/ISBN 2-203-37238-9 (franska)
    - 2006 – Quartier lointain (ett band), Casterman, ISBN 2-203-39644-X (franska)
    - 2010 – Quartier lointain (specialutgåva), Casterman, ISBN 2-203-03036-4 (franska)

  - 2003 – Barrio lejano (två album), Ponent Mon (spanska)
  - 2004/2005 – 遙遠的小鎮 (Yáoyuǎn de xiǎo zhèn; två album), Táiwān dōngfàn. ISBN 9574736962/ISBN 9574736970 (kinesiska)
  - 2007 – Barri llunyà (ett album), Ponent Mon (katalanska)
  - 2008 – Vertraute Fremde, Carlsen Verlag (tyska)
  - 2009 – A Distant Neighborhood (två album), Ponent Mon (engelska)
  - 2010 – Min fjerne barndomsby (två album), Fahrenheit (danska)[11]

## Utmärkelser
Mangan erhöll 1998 pris från Japanska kulturinstitutet, i kategorin manga. 2003 mottog den både pris för bästa manus och Canal BD-priset vid seriefestivalen i Angoulême.